# デヴォル県
デヴォル県（デヴォルけん、アルバニア語: Rrethi i Devollit、英語: Devoll District）は、アルバニアのコルチャ州に属する県。アルバニア最東端に位置する。2010年1月1日現在の人口は33,765人で、面積は429km2である。県都はビリシュト（アルバニア語: Bilisht）。

## 下部行政区画
- Bashkia Bilisht（ビリシュト）
- Komuna Hoçisht
- Komuna Miras
- Komuna Progër
- Komuna Qendër Bilisht